# BM-Volvo T 810-814
BM-Volvo T 810-814 var en traktormodell från den svenska tillverkaren Bolinder-Munktell mellan åren 1969 och 1973 och Volvo BM mellan 1973 och 1979 då traktortillverkningen såldes till Valmet. Den var konstruerad med 2-hjulsdrivet utförande (810) och 4-hjulsdrivet (814).
Traktorn var från början försedd med en Volvo TD 50-motor på 123 hästkrafter, vilket 1976 ändrades till en Volvo TD 60-motor på 136 hästkrafter. Samtidigt uppgraderades bl.a. hytt och trepunktslänkage.

## Tekniska data
- Motor: Volvo TD (TurboDiesel) 50, fr.o.m. 1976 TD60.
- Motoreffekt: 123/136 hk
- Transmission: 8 fram, 2 back. Med snabbväxel 16/4 (endast 810)
- Hastighet: maxfart 26,4 km/h, back 13,7 km/h
- Bränsletank: 150 L
- Kylsystem: 23 L
- Vikt: 5.370 kg (810), 6.370 kg 814)
- Hjulbas: 2.700 mm (810), 2840 mm (814)
- Längd: 4240 mm (810), 4.360 mm (814)